# Monika Oschek

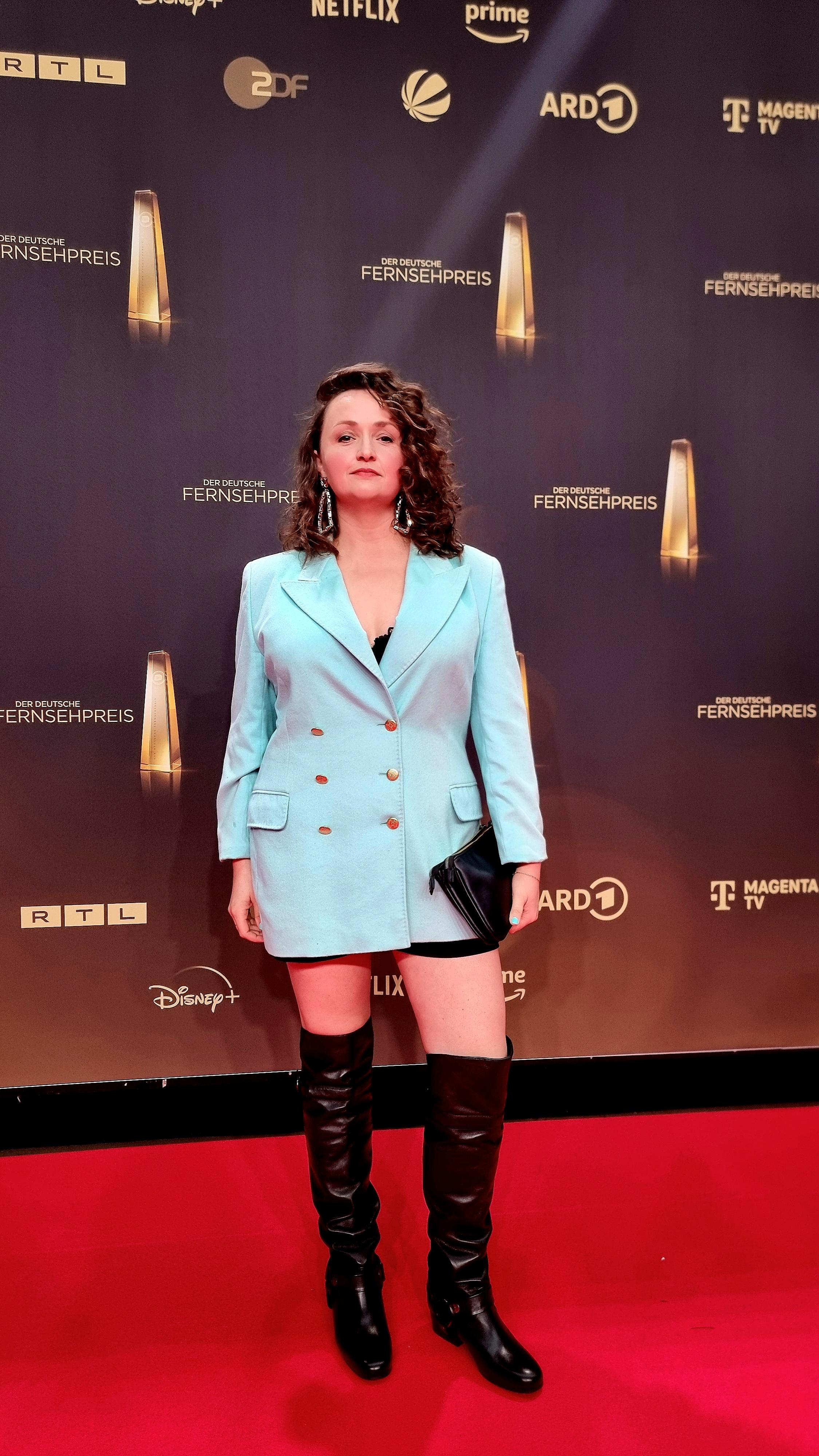
Monika Oschek auf dem roten Teppich beim Deutschen Fernsehpreis 2024.

Monika Oschek (* 29. November 1986 in Katowice) ist eine deutsch-polnische Schauspielerin, Synchronsprecherin und Hörbuchsprecherin. Sie ist Initiatorin von „Alle Körper im Film“.

## Leben

### Theater
Ihr Schauspielstudium schloss Oschek 2015 an der Universität der Künste in Berlin ab. Bereits während ihres Studiums spielte sie am Deutschen Theater in Berlin, am Hans Otto Theater Potsdam und an der Neuköllner Oper. Sie gastierte am Theater Lübeck. 2018 war sie u. a. in „Volksvernichtung oder meine Leber ist sinnlos“ am Schauspiel Hannover tätig. In den Sophiensælen präsentierte sie sich mit einem eigens entwickeltem Programm im Rahmen der »La dernière Crise – Frauen am Rande der Komik«. 2023 stand Monika Oschek unter der Regie von Lucia Bihler am Schauspiel Köln in „Die Troerinnen“ auf der Bühne.

### Film und Fernsehen
In den Jahren 2016 und 2018 war sie an der Seite von Eko Fresh in der Serie „Blockbustaz“ zu sehen. Unter der Regie von Sönke Wortmann stand sie in der Rolle der Stine Matzurek für den ARD Sechsteiler „Charité“ an der Seite von Alicia von Rittberg vor der Kamera. Bei „In aller Freundschaft“ verkörperte sie 2018 die Episodenhauptrolle Alma Bachmann. In der ersten deutschen Horrorserie „Hausen“ spielte sie an der Seite von Charly Hübner, Daniel Sträßer und Lilith Stangenberg die Rolle der drogenabhängigen Maja. Bei „Schwartz & Schwartz“ übernahm sie die Rolle der Kim Ortlieb an der Seite von Golo Euler und Devid Striesow. Mit dem Film „Ich bin dein Mensch“, der es außerdem 2021 auf die Shortlist der Academy Awards schaffte, feierte sie 2021 auf der Berlinale Premiere und spielte an der Seite von Dan Stevens unter der Regie von Maria Schrader. 2022 feierte sie mit der Serie „Liberame“ von Adolfo Kolmerer auf dem Filmfest München Premiere. 2023 spielte sie neben Axel Prahl und Jan Josef Liefers die Thekla Cooper im Münsteraner Tatort „MagicMom“. Als Alina Schopp war sie 2024 im Rostocker Polizeiruf 110 Diebe zu sehen. Seit 2025 gehört sie zum Hauptcast von Alarm für Cobra 11.

### Alle Körper im Film
2020 initiierte Monika Oschek die Kampagne Alle Körper im Film, die sich für körperlich diverse Besetzung in der Film- und Fernsehbranche einsetzt. Seit 2024 ist Alle Körper im Film eine Vernetzungsplattform, auf der Menschen aus dem Bereich Regie, Casting und Schauspiel durch Coachings und Patenschaften ehrenamtlich Schauspielerinnen und Schauspieler aus dem körperlich diversen Spektrum den Zugang zur Branche erleichtern.

### Audio
Neben ihrer Arbeit für Film und Fernsehen hat sie für den Argon Verlag, Hörbuch Hamburg, den Hörverlag und den Audio Verlag bereits mehrere Hörbücher vertont. Mit dem Kinderhörbuch „Tschakka – Huhn voraus“ wurde sie 2021 für den Schallplattenkritik Preis in der Kategorie Kinderhörbuch nominiert. Sie arbeitet seit 2015 regelmäßig als Sprecherin für das Deutschlandradio. In Synchronrollen war sie bisher u. a. bei „H24“ und „Panic“ zu hören. Zwei Jahre lang war sie Managerin der gemeinsam mit Lena Schmidtke, Leon Stiehl und Johannes Aue betriebenen Hörspielproduktion MooEntertainment, mit der sie 2021 von der Bundesregierung als Kultur- und Kreativpilotin ausgezeichnet wurde. Monika Oschek sprach 2023 die Hoo-Ha aka V in Hammerharte Jungs.

## Filmografie (Auswahl)
- 2015: Die Ungehorsame (Fernsehfilm)
- 2015: Wilsberg – Bittere Pillen (Fernsehserie)
- 2015: Das Dorf der Mörder (Fernsehfilm)
- 2016, 2018: Blockbustaz (Fernsehserie)
- 2017: Charité (Fernsehserie)
- 2017: Zorn – Kalter Rauch (Fernsehreihe)
- 2017: SOKO Wismar – Klub der Aufreißer, Die kleine Elster (Fernsehserie)
- 2018: Der Krieg und ich (Fernsehreihe)
- 2018: In aller Freundschaft – Wochenende, In bester Gesellschaft (Fernsehserie)
- 2018: Dogs of Berlin – (Netflixserie)
- 2018: SOKO Leipzig – Aus Liebe (Fernsehserie)
- 2019: Der Krieg und ich (Kinder- und Jugendreihe)
- 2019: Der Usedom-Krimi: Winterlicht (TV-Reihe)
- 2020: Betonrausch (Netflix-Film)
- 2020: Schwartz & Schwartz – Wo der Tod wohnt (Fernsehreihe)
- 2020: Hausen[14] (Sky-Serie)
- 2021: Wir Kinder vom Bahnhof Zoo[15] (Amazon-Serie)
- 2021: Ich bin dein Mensch (Film)
- 2021: SOKO Potsdam: Du bist schuld (Fernsehserie)
- 2022: Blutige Anfänger (Fernsehserie, 3 Folgen)
- 2022: SOKO Köln: Die Verschworenen (Fernsehserie)
- 2022: Liberame[7] (Miniserie)
- 2023: SOKO Leipzig: Der letzte Wille (Fernsehserie)
- 2023: Tatort: MagicMom
- 2024: Polizeiruf 110: Diebe
- 2025: Familie Bundschuh - Wir machen Camping[16]
- 2025: Alarm für Cobra 11

## Synchronisation (Auswahl)
- 2020: Eurovision Song Contest: The Story of Fire Saga für Daniela Tocari als Rumänin
- Ab 2021: The Equalizer (Serie) für Kara Oates als Astrid Lindholm
- Monika Oschek synchronisierte bisher Mo Rodvanich, Kara Oates, Kenzie Caplan, Jessica Webb, Keilly McQuail, Sandra Vukicevic, Catherine Bletsas, Adelle Drahos, Destiny Hernandez, Wakana Matsumoto, Émilie Incerti Formentini, Flora London, Anna Biernacik, Natasha Forouzannia, Sara Young Chandler, Isabela Duarte-Nilsson, Daniela Tocari und Ariel Richardson.[17]

## Theater (Auswahl)
- 2013: Hans Otto Theater Potsdam – „Jenny Jannowitz“ – Regie: Jessica Steinke
- 2014: Sophiensæle Berlin – „La Dernière Crise – Frauen am Rande der Komik“ – Regie: Vanessa Stern
- 2014: Deutsches Theater Berlin – „Die Hängenden Gärten der Biopolitik“ – Regie: Max Gadow
- 2014: Hans Otto Theater Potsdam – „Ein trojanisches Kalb“ – Regie: Fabian Gerhardt
- 2014: Muffathalle München – „Tod und Wiederauferstehung der Welt meiner Eltern in mir“ – Regie: Hermann Schmidt-Rahmer
- 2015: Neuköllner Oper – „Work Hard – Play Hard – Performing Extremes“ – Regie: Fabian Gerhardt
- 2016: Theater Lübeck – „Die bitteren Tränen der Petra von Kant“ – Regie: Lucia Bihler
- 2018: Schauspiel Hannover – „Eine Stadt will nach oben“ Folge 7+8 – Regie: Lucia Bihler
- 2018: Schauspiel Hannover – „Volksvernichtung oder meine Leber ist sinnlos“ – Regie: Lucia Bihler
- 2023: Schauspiel Köln – „Die Troerinnen“ – Regie: Lucia Bihler

## Hörbücher (Auswahl)
- 2015: „Opa kriegt nichts mehr zu trinken!“ – Argon Verlag ISBN 978-3-8398-1407-9
- 2015: „Die gleißende Welt“ – Argon Verlag ISBN 978-3-8398-1404-8
- 2016: „Die Witwe“ – Argon Verlag ISBN 978-3-8398-1476-5
- 2017: „Die Leute von Privilege Hill“ – Hörbuch Hamburg ISBN 978-3-95713-097-6
- 2017: „Kalte Seele, dunkles Herz“ – Argon Verlag ISBN 978-3-8398-1602-8
- 2017: „Der Frauenchor von Chilbury“ – Argon Verlag ISBN 978-3-8398-1576-2
- 2018: „Schräge Typen“ – Hörbuch Hamburg ISBN 978-3-86952-372-9
- 2018: „Prinzessin undercover – Geheimnisse[18]“ – Argon Verlag ISBN 978-3-8398-4180-8
- 2019: „Cows – Folge nicht der Herde“ – Argon Verlag ISBN 978-3-10-397342-6
- 2019: „Der Zaubergarten – Geheimnisse sind blau“ – Hörbuch Hamburg ISBN 978-3-7456-0061-2
- 2019: „Prinzessin Undercover – Enthüllungen“ – Argon Verlag ISBN 978-3-8398-4181-5
- 2020: Achim Sam & Verena Sam: Unser Krebs-Kompass, der Hörverlag, ISBN 978-3-8445-4022-2 (Hörbuch-Download, unter anderem mit Björn Schalla & Jacob Weigert)
- 2020: Anne Freytag: Aus schwarzem Wasser, Der Audio Verlag, ISBN 978-3-7424-1661-2
- 2021: Anja Jonuleit: Das letzte Bild (gemeinsam mit Tanja Geke & Sascha Rotermund), der Audio Verlag, ISBN 978-3-7424-2041-1
- 2021: Mara Andeck: Tschakka – Huhn voraus, Argon Verlag, ISBN 978-3-7324-4265-2
- 2022: Emma Hunter: Somerset – Sehnsucht und Skandal (gemeinsam mit Florens Schmidt), der Hörverlag, ISBN 978-3-8445-4501-2 (Hörbuch-Download)
- 2022: Mara Andeck: Tschakka – Jetzt wird's stachelig, Argon Verlag, ISBN 978-3-7324-4289-8
- 2022: Mara Andeck: Tschakka – Freunde in Sicht, Argon Verlag, ISBN 978-3-7324-4268-3
- 2023: Franziska Gehm: Kiki legt los! – Teil 1: Erste Stunde Kritzelkunde, Der Audio Verlag, ISBN 978-3-7424-2944-5
- 2024: Sally Green: Kingdoms of Smoke – Die Trilogie, der Audio Verlag, ISBN 978-3-7424-3234-6 (Hörbuch-Download, mit Tanya Kahana, Marius Clarén, Dagmar Bittner, Wanja Gerick, Maximilian Artajo und Arne Stephan)
- 2024: Franziska Gehm: Kiki legt los! – Teil 2: Die Hinterhof-Prinzessinnen, Der Audio Verlag, ISBN 978-3-7424-3057-1
- 2024: Sanam Mahloudji: Die Perserinnen, Hörbuch Hamburg, ISBN 978-3-8449-3829-6
- 2025: Freida McFadden: Die Kollegin – Wer hat sie so sehr gehasst, dass sie sterben musste?, Random House Audio, ISBN 978-3-8371-6939-3 (Hörbuch-Download, mit Rebecca Veil)

- 2025: Barbara O’Connor: Mein größter Wunsch, Der Audio Verlag, ISBN 978-3-7424-3605-4

## Auszeichnungen
- 2014: Ensemblepreis im Rahmen des 25. Theatertreffens deutschsprachiger Schauspielstudierender für „Tod und Wiederauferstehung der Welt meiner Eltern in mir“[19]
- 2017: Bester Kurzfilm beim „Polish International Film Festival“ für „Maries Leben“ (The Life of Marie), in dem sie die Rolle der Lisa mimte[20]